# ビセンテ・リザラズ
ビセンテ・リザラズ（Bixente Lizarazu、 1969年12月9日 - ）は、フランス共和国アキテーヌ地域圏ピレネー＝アトランティック県サン＝ジャン＝ド＝リュズ出身の元サッカー選手。現役時代のポジションはディフェンダーで、主に左サイドバック。現在はスケルトンに競技者として取り組んでいる。バスク人。

## 経歴
1984年にFCジロンダン・ボルドーでキャリアをスタート。小柄だがその突破力と精度の高いクロスを持ち味に頭角を現し、1992年11月14日のフィンランド戦でA代表デビュー。1998年のフランスW杯、2000年のEURO2000ではフランス代表の中心選手として活躍。前人未到のスーパーダブルに貢献した。2004年のEURO2004終了後、代表から引退。A代表通算97試合出場、2得点。
1996年からはスペイン・リーガ・エスパニョーラのアスレティック・ビルバオでプレー。アスレティックはバスク人のみで構成される「バスク純血主義」を現在も貫いているクラブだが、リザラズ自身はバスク地方の出身ではあるがスペイン国籍ではなくフランス国籍のため、結果的に「アスレティック史上初の外国籍選手」となった。
その翌シーズンはドイツ・ブンデスリーガの強豪バイエルン・ミュンヘンに移籍し、その後長年レギュラーメンバーとして活躍。1998-99シーズンから2000-01シーズンまでのリーグ3連覇や、2000-01シーズンのUEFAチャンピオンズリーグ制覇に貢献した。
2004年にフランス・リーグ・アンのオリンピック・マルセイユへ移籍するも、フィリップ・トルシエ監督（当時）と起用法を巡って対立し、半年でバイエルン・ミュンヘンに復帰した。
2005年、シーズン終了後にリザラズは1度現役引退を表明するが、2年間のレンタル移籍を終えて戻って来た左SBのフィリップ・ラームが、右足十字靭帯断裂という大怪我を負った状態でチームに復帰したため、クラブ側の訴えに応じ1年間現役を続行することを決めた。シーズン中盤でラームが復帰すると、ラームとポジション争いをしながらも、その後も負傷で離脱しがちだったラームの穴をしっかりと埋めた。
2006年、シーズン終了とともに改めて現役引退を表明。引退後はテレビにてコメンテーターの仕事をこなしたりしていたが、スケルトン競技において40歳で選手権優勝した人物に影響を受け、その健脚を生かして競技生活を始めた。冬季五輪の正式種目になっているスケルトンのフランス代表として、五輪出場を目指すことが報じられている。
2009年にリスボンで行われたブラジリアン柔術の欧州大会にライト級で出場、青帯シニア１のクラスで優勝を果たした。

## エピソード
- 2005年、バイエルン・ミュンヘン復帰後の背番号は69であったが、これはリザラズ自身が1969年生まれで、身長169cm、体重が69キログラムであることに因んでいる。
- 出身地のサン＝ジャン＝ド＝リュズは大西洋に面したリゾート地。リザラズも幼い頃からマリンスポーツに親しみ、サーフィンはプロ並の腕前だという。
- 私生活では、2006年から女優 クレール・ケームを伴侶とし、間に娘が誕生している。

## 代表歴

### 出場大会
- フランス代表
  - 1998 FIFAワールドカップ (優勝)
  - UEFA EURO 2000 (優勝)
  - 2002 FIFAワールドカップ (グループリーグ敗退)
  - UEFA EURO 2004

### 試合数
- 国際Aマッチ 96試合 2得点（1992年-2004年）[2][1]

| フランス代表 | 国際Aマッチ | 国際Aマッチ |
| 年           | 出場        | 得点        |
| ------------ | ----------- | ----------- |
| 1992         | 1           | 0           |
| 1993         | 6           | 0           |
| 1994         | 5           | 0           |
| 1995         | 5           | 1           |
| 1996         | 9           | 0           |
| 1997         | 4           | 0           |
| 1998         | 13          | 1           |
| 1999         | 6           | 0           |
| 2000         | 11          | 0           |
| 2001         | 10          | 0           |
| 2002         | 7           | 0           |
| 2003         | 12          | 0           |
| 2004         | 7           | 0           |
| 通算         | 96          | 2           |